# Jules-Henri-Joseph Pieron-Leroy
Jules-Henri-Joseph Pieron-Leroy (18 avril 1802, Arras - 2 mars 1884, Arras), est un homme politique français.

## Biographie
Industriel à Arras, il se présenta, comme candidat indépendant au Corps législatif, le 4 juin 1863, dans la 1re circonscription du Pas-de-Calais, et fut élu député. Il vota avec le tiers-parti, fit une opposition modérée au gouvernement, et ne fut pas réélu en 1869.

## Sources
- « Jules-Henri-Joseph Pieron-Leroy », dans Adolphe Robert et Gaston Cougny, Dictionnaire des parlementaires français, Edgar Bourloton, 1889-1891 [détail de l’édition]